# Llanelli
Llanelli je město v hrabství Carmarthenshire ve Walesu ve Spojeném království.
V roce 2001 zde žilo 46 358 obyvatel.